# Добрич (Хасковська область)
До́брич (болг. Добрич) — село в Хасковській області Болгарії. Входить до складу общини Димитровград.

## Населення
За даними перепису населення 2011 року у селі проживали 1118 осіб.
Національний склад населення села:
| Національність   | Кількість осіб | Відсоток |
| ---------------- | -------------- | -------- |
| болгари          | 1071           | 97,4%    |
| цигани           | 28             | 2,5%     |
| турки            | 0              | 0%       |
| Всього відповіли | 1100           |          |

Розподіл населення за віком у 2011 році:
Динаміка населення: